# أكيكو أميرة ميكاسا
أكيكو أميرة ميكاسا (20 ديسمبر 1981) أحد أعضاء العائلة الإمبراطورية اليابانية والابنة البكر للأمير توموهيتو أمير ميكاسا والأميرة توموهيتو أميرة ميكاسا (الأميرة نوبيكو).